# 1532
| 1532               |
| ------------------ |
| Dødsfald - Fødsler |
|                    |

| Gregoriansk kalender | 1532 MDXXXII            |
| Ab urbe condita      | 2285                    |
| Armensk kalender     | 981 ԹՎ ՋՁԱ              |
| Kinesiske kalender   | 4228 – 4229 辛卯 – 壬辰 |
| Etiopisk kalender    | 1524 – 1525             |
| Jødisk kalender      | 5292 – 5293             |
| Hindukalendere       |                         |
| - Vikram Samvat      | 1587 – 1588             |
| - Shaka Samvat       | 1454 – 1455             |
| - Kali Yuga          | 4633 – 4634             |
| Iransk kalender      | 910 – 911               |
| Islamisk kalender    | 938 – 939               |

Konge i Danmark: Frederik 1. 1523-1533
Se også 1532 (tal)

## Begivenheder
- Horsens Statsskole grundlægges
- 23. juni - Henrik 8. af England og Frans 1. af Frankrig indgår en hemmelig aftale vendt mod kejser Karl 5. (Tysk-romerske rige)

## Født
- Orlando di Lasso, flamsk komponist.

## Dødsfald
- 11. august - prins Hans af Danmark (født 1518.)
- 20. december - Hans Mikkelsen, købmand, råd for Christian 2. og borgmester i Malmø.
- 25. december - Els von Gemmingen, tysk priorinde af Magdalenenklosteret (født 1466).